# Омар Абдель Рахман
Шейх Омар Абдель-Рахман (араб. شيخ عمر عبدالرّحمٰن‎, точная транслитерация ALFB: Şɑỉƈ Oʋmɑr Oɑbdʋălȓɑhmªn; 3 мая 1938, Дакахлия, Королевство Египет — 18 февраля 2017, Гранвилл, Северная Каролина, США) — духовный лидер и религиозный учитель египетских исламистов, представленных главным образом террористическими организациями «Аль-Гамаа аль-исламийя» и «Аль-Джихад». 

## Биография
Активно включился в общественно-политическую жизнь Египта.
В конце 1960-х-начале 1970-х годов занял резко антинасеровскую позицию. Он проповедовал, что правоверный мусульманин не должен молиться за спасение президента Египта Насера, за что в сентябре 1970 года первый раз был арестован и заключен в тюрьму, где провел восемь месяцев. В 1973—1977 годах проповедовал в Асьюте, ставшем оплотом исламских фундаменталистов, а в 1977—1980 годах — в Саудовской Аравии, где обнародовал фетвы (наставления), призывавшие к убийствам коптов и президента Египта Садата.
После убийства Садата в 1981 году Рахман был арестован и провёл три года в тюрьме. Оправдан по обвинению в причастности к убийству Садата. В 1991 году каирский суд за применённые против Абдул-Рахмана пытки постановил выплатить ему компенсацию $10000. Арестован в 1986 году за подстрекательство к бунту в Асуане, также вскоре оправдан. Абдул-Рахман множество раз побывал в Пакистане в период Афганской войны.
Во второй половине 1980-х гг. дважды побывал в США, посетил Саудовскую Аравию, неоднократно Пакистан, где встречался со своим единомышленником Айманом Завахари. В апреле 1990 года был изгнан из Египта и в июле 1990 года прибыл в США. В марте 1991 года он призвал своих последователей организовать переворот в Египте и убийство Хосни Мубарака, а также потребовал от США прекращения поддержки египетского правительства. По некоторым сообщениям, иранские дипломаты посещали Рахмана в США в 1992 году с предложением переехать в Тегеран. 
Находился во главе группировки террористов, подготовившей и осуществившей первый взрыв во Всемирном торговом центре в Нью-Йорке 26 февраля 1993 года, который стал причиной гибели 6 человек. Осуждён к пожизненному заключению в США, а в Египте — к семилетнему заключению за подстрекательство в 1989 году к бунту в Файюме.
Скончался в тюремной больнице от диабета, которым страдал последние 9 лет своей жизни.